# كيرينسك
كيرينسك (بالروسية: Киренск) هي إحدى مدن روسيا في الكيان الفدرالي الروسي إركوتسك أوبلاست.

## المناخ
يظهر الجدول التالي التغييرات المناخية على مدار السنة لكيرينسك:
| البيانات المناخية لـكيرينسك           | البيانات المناخية لـكيرينسك | البيانات المناخية لـكيرينسك | البيانات المناخية لـكيرينسك | البيانات المناخية لـكيرينسك | البيانات المناخية لـكيرينسك | البيانات المناخية لـكيرينسك | البيانات المناخية لـكيرينسك | البيانات المناخية لـكيرينسك | البيانات المناخية لـكيرينسك | البيانات المناخية لـكيرينسك | البيانات المناخية لـكيرينسك | البيانات المناخية لـكيرينسك | البيانات المناخية لـكيرينسك |
| الشهر                                 | يناير                       | فبراير                      | مارس                        | أبريل                       | مايو                        | يونيو                       | يوليو                       | أغسطس                       | سبتمبر                      | أكتوبر                      | نوفمبر                      | ديسمبر                      | المعدل السنوي               |
| ------------------------------------- | --------------------------- | --------------------------- | --------------------------- | --------------------------- | --------------------------- | --------------------------- | --------------------------- | --------------------------- | --------------------------- | --------------------------- | --------------------------- | --------------------------- | --------------------------- |
| الدرجة القصوى °م (°ف)                 | 1.4 (34.5)                  | 7.0 (44.6)                  | 16.1 (61.0)                 | 24.4 (75.9)                 | 33.6 (92.5)                 | 36.8 (98.2)                 | 36.6 (97.9)                 | 36.5 (97.7)                 | 29.3 (84.7)                 | 24.0 (75.2)                 | 8.9 (48.0)                  | 4.1 (39.4)                  | 36.8 (98.2)                 |
| متوسط درجة الحرارة الكبرى °م (°ف)     | −21.0 (−5.8)                | −14.8 (5.4)                 | −3.6 (25.5)                 | 5.5 (41.9)                  | 15.4 (59.7)                 | 22.8 (73.0)                 | 25.3 (77.5)                 | 22.0 (71.6)                 | 12.9 (55.2)                 | 2.6 (36.7)                  | −10.5 (13.1)                | −19.3 (−2.7)                | 3.1 (37.6)                  |
| المتوسط اليومي °م (°ف)                | −26.7 (−16.1)               | −22.3 (−8.1)                | −12.7 (9.1)                 | −1.4 (29.5)                 | 7.8 (46.0)                  | 15.3 (59.5)                 | 18.3 (64.9)                 | 15.1 (59.2)                 | 6.7 (44.1)                  | −2.1 (28.2)                 | −15.5 (4.1)                 | −24.5 (−12.1)               | −3.5 (25.7)                 |
| متوسط درجة الحرارة الصغرى °م (°ف)     | −32.2 (−26.0)               | −29.2 (−20.6)               | −21.0 (−5.8)                | −8.0 (17.6)                 | 0.9 (33.6)                  | 8.5 (47.3)                  | 12.2 (54.0)                 | 9.5 (49.1)                  | 2.3 (36.1)                  | −6.0 (21.2)                 | −20.6 (−5.1)                | −29.8 (−21.6)               | −9.4 (15.0)                 |
| أدنى درجة حرارة °م (°ف)               | −57.8 (−72.0)               | −56.2 (−69.2)               | −47.7 (−53.9)               | −36.8 (−34.2)               | −15.4 (4.3)                 | −4.3 (24.3)                 | 0.4 (32.7)                  | −5.3 (22.5)                 | −11.3 (11.7)                | −37.6 (−35.7)               | −49.6 (−57.3)               | −57 (−71)                   | −57.8 (−72.0)               |
| الهطول مم (إنش)                       | 19 (0.7)                    | 14 (0.6)                    | 11 (0.4)                    | 14 (0.6)                    | 31 (1.2)                    | 52 (2.0)                    | 67 (2.6)                    | 59 (2.3)                    | 42 (1.7)                    | 32 (1.3)                    | 28 (1.1)                    | 26 (1.0)                    | 395 (15.5)                  |
| متوسط الأيام الممطرة                  | 0                           | 0                           | 1                           | 7                           | 16                          | 18                          | 17                          | 17                          | 18                          | 10                          | 1                           | 0                           | 105                         |
| متوسط الأيام المثلجة                  | 26                          | 22                          | 18                          | 10                          | 2                           | 0                           | 0                           | 0                           | 1                           | 14                          | 25                          | 27                          | 145                         |
| متوسط الرطوبة النسبية (%)             | 78                          | 77                          | 70                          | 62                          | 59                          | 67                          | 74                          | 78                          | 79                          | 77                          | 79                          | 79                          | 73                          |
| ساعات سطوع الشمس الشهرية              | 50                          | 104                         | 176                         | 216                         | 252                         | 284                         | 265                         | 207                         | 135                         | 89                          | 56                          | 29                          | 1٬863                       |
| المصدر #1: pogoda.ru.net              |                             |                             |                             |                             |                             |                             |                             |                             |                             |                             |                             |                             |                             |
| المصدر #2: NOAA (sun only, 1961–1990) |                             |                             |                             |                             |                             |                             |                             |                             |                             |                             |                             |                             |                             |